# La Longue Rocque
Der Menhir La Longue Rocque (deutsch „der lange Fels“ – auch Grande Pierre genannt) steht nahe der Route des Paysans in L'Eclet bei Castel und ist mit 3,5 m Höhe der größte verbliebene Standing Stone auf der Kanalinsel Guernsey.
Der Stein wiegt etwa fünf Tonnen. An der Nordkante befindet sich ein Bereich, der durch „Reiben“ über die Jahrtausende geglättet wurde. Dies kann auf „rituelle Reibung“ oder die etwa 6500 Jahren anhaltende Verwendung als „Kratzpfosten“ (englisch Cattle rubbing stone) für das Vieh zurückzuführen sein. Ortsnamen, die die Felder umgeben, deuten auf weitere Menhire hin, die aufgrund der Landwirtschaft bzw. der Christianisierung verschwunden sind.